# Bishwamvarpur
Bishwamvarpur è un sottodistretto (upazila) del Bangladesh situato nel distretto di Sunamganj, divisione di Sylhet. Si estende su una superficie di 127,76 km² e conta una popolazione di 106.182 abitanti (dato censimento 1991).